# Émile Benveniste
Émile Benveniste (1902-1976) fou un lingüista defensor de l'estructuralisme famós pels seus estudis comparatistes entre les llengües indoeuropees, que va plasmar en diverses obres, la més famosa de les quals és Problèmes de linguistique générale. Va reconstruir diverses arrels de noms comuns del protoindoeuropeu i va explicar com aquestes arrels es transmetien i modificaven als idiomes fills de manera regular. Desenvolupà el concepte de parell mínim i d'oposició entre signes, aplicant-lo a diverses construccions gramaticals, ja que pensava que una paraula o un tret lingüístic només té sentit amb relació a les relacions paradigmàtiques que estableix.

## Biografia
Benveniste va néixer a Alep, a la Síria otomana, en una família sefardita. El seu pare el va enviar a París per cursar estudis rabínics, però va deixar l'escola rabínica després de rebre el batxillerat i es va matricular a l'École pratique des hautes études de la Sorbona. Allà va estudiar amb Antoine Meillet, antic deixeble de Ferdinand de Saussure, i Joseph Vendryes, acabant la seva carrera el 1920. Tornaria a l'École pratique des hautes études el 1927 com a director d'estudis, i allí es va doctorar el 1935, amb la seva tesi principal sobre la formació de les arrels substantives, i la seva tesi secundària sobre l'infinitiu avèstic.
Després de la mort de Meillet el 1936, va ser elegit per a la Càtedra de Gramàtica Comparada del Collège de France el 1937. Va ocupar el seu escó al Collège de France fins a la seva mort, però va deixar de donar classes el desembre de 1969, després de patir un ictus que el va deixar afàsic. A principis d'aquell any havia estat escollit primer president de l'Associació Internacional d'Estudis Semiòtics, i va romandre nominalment en aquest càrrec fins al 1972. Benveniste va morir en una residència d'avis a Versalles, als 74 anys.

## Obra
Les seves primeres obres són una continuació de les investigacions de Meillet sobre les llengües indoeuropees. Com a gran comparatista, fou autor d'un important Vocabulari de les institucions indoeuropees (1969).
- Assaig de gramàtica sogdiana, t. II : Morfologia, sintaxi i glossari
- Els infinitius avèstics
- Orígens de la formació dells noms en indoeuropeu
- Noms d'agent i noms d'acció en indoeuropeu
- «Inscripcions de Bactriana»
- «Noves inscripcions de Bactriana»
- Hitita i indoeuropeu: estudis comparatius
- Problemes de lingüística general, t. 1
- Problemes de lingüística general, t. 2
- El vocabulari de les institucions indoeuropees, 2 volums
- The Persian religion, according with the chief Greek texts
- Baudelaire, presentació i transcripció de Chloé Laplantine, Limoges, Lambert-Lucas
- Últimes lliçons: Collège de France 1968 i 1969, presentades i editades per Jean-Claude Coquet i Irène Fenoglio